# وليام دينيسون
وليام دينيسون (بالإنجليزية: William Dennison Jr.)‏ (و. 1815 – 1882 م) هو سياسي من الولايات المتحدة الأمريكية ولد في سينسيناتي، أوهايو.
وهو عضو في حزب اليمين، والحزب الجمهوري .

## التعليم
تعلم في جامعة ميامي (أوهايو).